# Maggal
Maggal (hebr. מגל) – kibuc położony w Samorządzie Regionu Menasze, w dystrykcie Hajfa, w Izraelu. Członek Ruchu Kibucowego (Ha-Tenu’a ha-Kibbucit).

## Położenie
Kibuc Maggal leży na południe od masywu Góry Karmel, w pobliżu miasta Hadera. Kibuc graniczy z terytorium Autonomii Palestyńskiej.

## Historia
Kibuc został założony w 1953 roku.

## Gospodarka
Gospodarka kibucu opiera się na intensywnym rolnictwie.